# 張肇基 (光緒甲辰進士)
張肇基（?—?），雲南省寶寧縣人，清朝政治人物、進士出身。
光緒三十年，會試第137名；殿試登進士三甲第128名，后分發為知縣。